# Кабалуд
Кабалу́д — село в Кезском районе Удмуртской Республики России. Является самостоятельным муниципальным образованием (МО Кабалудское). Население 381 человек (2020).
С 2008 современный статус.

## География
Стоит при впадении небольшой речки Изошур в реку Лып.

## История
В 1950-x — 2008 годах населённый пункт имел статус посёлка.

## Население
| 2010 | 2012 | 2013 | 2014 | 2015 | 2016 |
| ---- | ---- | ---- | ---- | ---- | ---- |
| 538  | ↘520 | ↘501 | ↘484 | ↘453 | ↘425 |
| 2017 | 2018 | 2019 | 2020 |      |      |
| ↘403 | ↘401 | ↘388 | ↘381 |      |      |

## инфраструктура
- Кабалудская средняя общеобразовательная школа № 1

- МДОУ «Детский сад „Рябинушка“»
- Медпункт закрыт
- Кабалудский дом культуры

В селе имеется ряд предприятий:
- ООО «Березка»
- ИП Семакин Ю. Р.
- ИП Харин

### Транспорт
Железнодорожная станция Кабалуд на линии Кез — Верещагино.
В селе проходит электропоезд Пермь 2 — Балезино.